# Derek Ogbeide
Derek Ogbeide (n. Lagos, 28 de marzo de 1997) es un baloncestista nigeriano que pertenece a la plantilla del Trapani Shark de la Lega Basket Serie A italiana. Con 2,06 metros de estatura, juega en la posición de pívot.

## Trayectoria deportiva

### Universitaria
Jugó cuatro temporadas en los Georgia Bulldogs de la Universidad de Georgia desde 2015 a 2019.

### Profesional
Tras no ser elegido en el Draft de la NBA de 2019, firmó su primer contrato como profesional en Chipre en las filas del AEK Larnaca B.C. de la Primera División de baloncesto de Chipre, en el que promedió 8,71 puntos en 21 partidos disputados.
En la temporada 2020-21, continuó en el conjunto del AEK Larnaca B.C., con el que ganaría la liga chipriota promediando 13,97 puntos en 29 encuentros.
El 27 de mayo de 2021, firmó por el Hapoel Eilat B.C. de la Ligat ha'Al.
El 1 de julio de 2021, firma por el PAOK Salónica BC de la A1 Ethniki.
El 6 de julio de 2023, fichó por el Pistoia Basket 2000 de la Lega Basket Serie A italiana.
El 28 de julio de 2024 firmó con el Cedevita Olimpija de la Liga de Baloncesto de Eslovenia y la Liga ABA.
El 3 de noviembre de 2024 firmó con el Hapoel Jerusalem B.C. de la Ligat ha'Al israelí hasta final de temporada.
El 20 de abril fichó por el Trapani Shark de la Lega Basket Serie A italiana.